# Журавський Микола Афанасійович
Микола Афанасійович Журавський (нар. 8 серпня 1964, Кіркеєшть, Молдавська РСР, СРСР) — молдовський веслувальник-каноїст, дворазовий чемпіон Олімпійських ігор 1988 в каное-двійці на 500 м та 1000 м та срібний призер Олімпійських ігор 1996 в каное-двійці на 500 м. Заслужений майстер спорту СРСР (1988).

## Біографія
Веслуванням почав займатися в 14 років, першим тренером був Павло Кадников (з 1978 року). З 1983 року тренувався під керівництвом Олександра Кирпиченка. 
Партнером Журавського по каное був Віктор Ренейський. Разом вони вигравали два золота Сеула 1988, представляючи збірну СРСР. Протягом наступних трьох років вони виграли вісім золотих медалей чемпіонатів світу. 
Незважаючи на це, пару, яка не пройшла відбір кваліфікаційних запливів, не було обрано для участі в Олімпіаді 1992. Натомість Журавського запросила до свого складу збірна Румунії. У складі Румунії взяв участь у Іграх 1992, де він добирався до двох фіналів, проте завоювати медалі не зміг.
Після цього він повернувся до Молдови. 1995 року переконав Ренейського об'єднати зусилля для того, щоб представити Молдову на Іграх 1996. Срібна медаль, яку вони вибороли в Атланті, стала першою медаллю в історії Молдови, як незалежної держави.
Після завершення кар'єри спорстмена Журавський став чиновником та обійняв посаду президента національного олімпійського комітету Молдови та президента федерації Молдови з веслування на байдарках і каное.
З 2011 року є членом парламенту Молдови.